# 白有光
白有光（1928年11月—），男，回族，河北保定人，中华人民共和国政治人物。曾任北京市人民政府农林办公室主任。第八届全国政协委员。